# Kristoffer Nordfeldt
Kristoffer Nordfeldt (Estocolmo, 23 de junho de 1989) é um futebolista sueco que atua como goleiro. Atualmente joga pelo AIK.

## Carreira
Está na seleção sueca desde 2013.